# Quinapondan
Quinapondan est une localité de la province du Samar oriental, aux Philippines. En 2015, elle compte 14 779 habitants.